# Eberhard Wächtler
Eberhard Wächtler (* 10. Mai 1929 in Dresden; † 22. September 2010 ebenda) war ein deutscher Wirtschaftshistoriker.

## Leben und Wirken

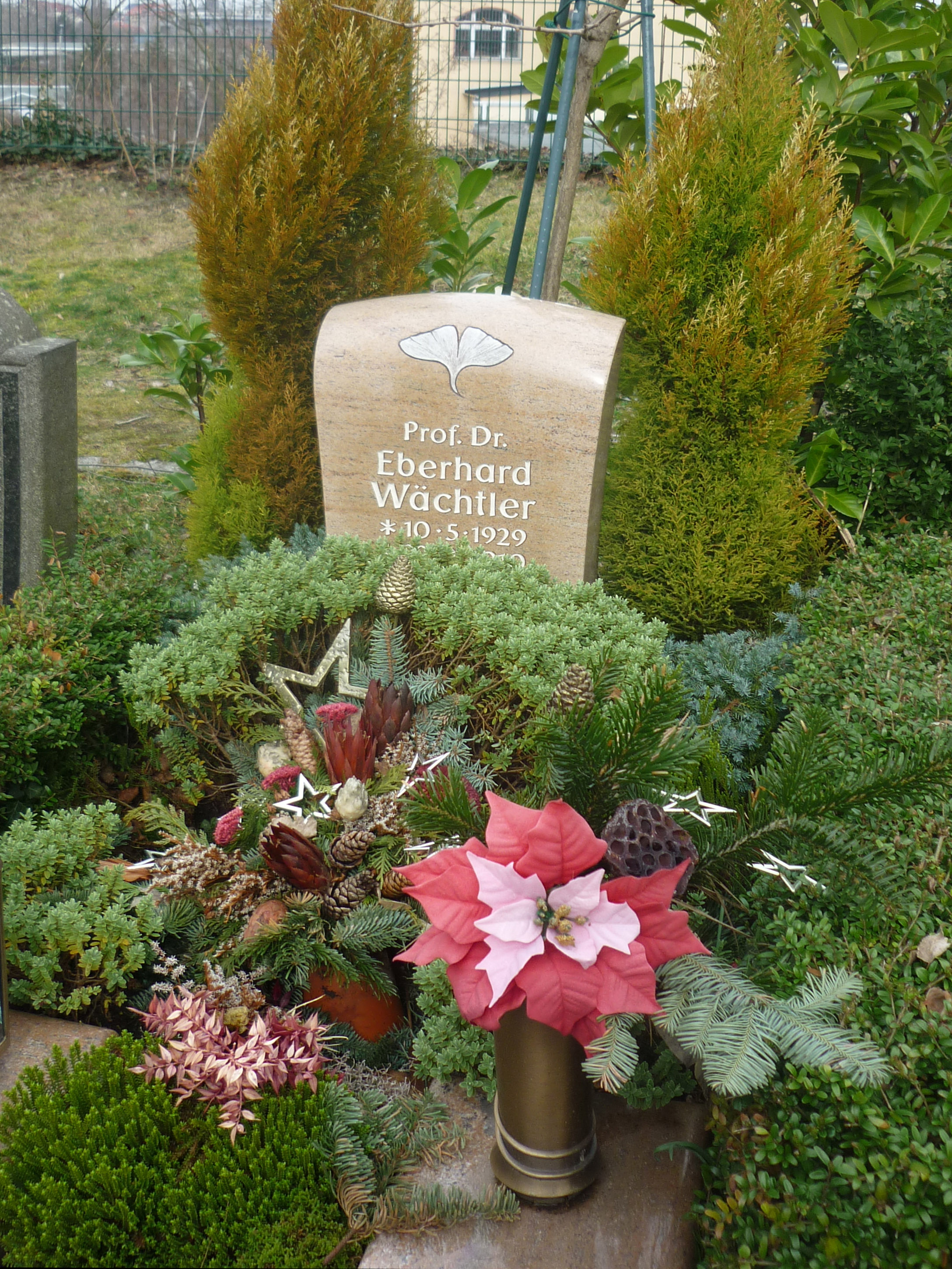
Grab auf dem Alten Annenfriedhof

Er legte 1947 in Dresden sein Abitur ab, studierte dann Geschichtswissenschaft, Germanistik, Philosophie und Politökonomie an der Universität Leipzig. 1953 beendete er sein Studium als Diplom-Historiker und wurde ein zuverlässiger Mitstreiter der SED-Geschichtswissenschaft. Bis 1955 arbeitete er als wissenschaftlicher Assistent in Leipzig, danach wirkte er bis 1962 als wissenschaftlicher Mitarbeiter am Institut für Wirtschaftsgeschichte der Akademie der Wissenschaften zu Berlin. Zur Thematik Zur Geschichte der Lage der Bergarbeiter im sächsischen Steinkohlenrevier Lugau-Ölsnitz von 1889–1914 promovierte er 1957 in Leipzig. Die Habilitation absolvierte er 1968 an der Universität Rostock mit der Arbeit Historischer Fortschritt und Tradition im deutschen Bergbau von 1807 bis 1871.
Wächtler war von 1962 bis 1990 Inhaber des Lehrstuhls für Technikgeschichte an der Bergakademie Freiberg. Er galt als Experte für Bergbaugeschichte. Unter anderem gemeinsam mit Otfried Wagenbreth verfasste er eine Vielzahl an Büchern zur Technikgeschichte z. B. über das Berg- und Hüttenwesen der Stadt Freiberg. Wächtler gehörte dem Vorstand der Stiftung Hessisches Braunkohle Bergbaumuseum an und war maßgeblich am Aufbau ihres Museums in Borken beteiligt. Er war seit 1996 Mitglied der Leibniz-Sozietät der Wissenschaften zu Berlin. Wächtler verstarb 2010 in Dresden und wurde auf dem Alten Annenfriedhof beigesetzt.